# Pafsanías Katsótas
Pafsanías Katsótas, en grec moderne : Παυσανίας Κατσώτας, (1896-1991) est un officier général de l'armée hellénique et une personnalité politique. 

## Biographie
Pafsanías Katsótas naît dans le village de Stamná (el), en Étolie-Acarnanie (Grèce), en 1896. Il obtient son diplôme de l'Académie de l'Armée grecque, en 1916, en tant que sous-lieutenant d'infanterie et sert dans l'armée, jusqu'à sa retraite volontaire, en 1929.
Après le déclenchement de la guerre italo-grecque, en 1940, il est rappelé au service et combat sur le front albanais, en tant que commandant de régiment, avec le grade de lieutenant-colonel. Après l'invasion allemande de la Grèce, en avril 1941, il fuit le pays et rejoint les forces du gouvernement grec en exil au Moyen-Orient. Il prend le commandement de la première brigade d'infanterie grecque, avec laquelle il se bat dans la seconde bataille d'El Alamein.
Après la libération de la Grèce, en 1944, il devient ministre de l'ordre public, dans le cabinet éphémère de Panagiótis Kanellópoulos (novembre 1945), et chef du commandement militaire d'Athènes. Il se retire à nouveau en 1946, et se présente, avec succès, aux élections législatives grecques de 1946 au Parlement grec, représentant son pays natal, l'Étolie-Acarnanie. En 1949, au cours des dernières phases de la guerre civile grecque, il est de nouveau rappelé en service et nommé à la tête du commandement militaire de la Grèce-Centrale. Il prend sa retraite en 1950, avec le grade de major général. 
Il est à nouveau élu au Parlement lors des élections législatives de 1950 (en). Il devient ministre de l'Intérieur, dans le cabinet de Sophoklís Venizélos (mars-avril 1950), puis ministre-gouverneur de la Grèce du Nord (en), dans le cabinet de Nikólaos Plastíras (mai-août 1950). En 1954, il est élu maire d'Athènes, un poste qu'il occupe avec de courtes interruptions jusqu'en 1959. En 1960, Katsótas fonde son propre parti politique, le Parti travailliste-technique (Εργατοτεχνικό Κόμμα), qui rejoint, en 1961, l'Union du centre de Geórgios Papandréou. En février-juin 1964, Katsótas occupe le poste de ministre de la protection sociale, dans le cabinet de Papandréou. Il participe pour la dernière fois aux élections législatives de 1977 sous l'étiquette de l'Alignement national (en). Il décède en 1991.

## Distinctions
Katsótas est Grand Commandeur de l'Ordre de Georges Ier et de l'Ordre du Phénix, avec sabres. Il a également reçu la Croix d'or de la Vaillance, à deux reprises, et la Croix de guerre, à quatre reprises.